# Melanie Wright
Melanie Renee Wright (geboren als Melanie Renee Schlanger) (Nambour, (Queensland), 31 augustus 1986) is een Australische zwemster. Wright vertegenwoordigde haar vaderland op de Olympische Zomerspelen 2008 in Peking en op de Olympische Zomerspelen 2012 in Londen.

## Carrière
Schlanger maakte haar internationale debuut op de Pan Pacific kampioenschappen zwemmen 2006 in Victoria met een bronzen medaille op de 100 meter vrije slag, op de 50 meter vrije slag bereikte ze de vijfde plaats en op de 200 meter vrije slag strandde de Australische in de series. Op de 4x100 meter vrije slag veroverde Schlanger samen met Shayne Reese, Kelly Stubbins en Linda Mackenzie de bronzen medaille en op de 4x100 meter wisselslag ging ze samen met Frances Adcock, Sarah Katsoulis en Jessicah Schipper met het brons naar huis.
Op de wereldkampioenschappen zwemmen 2007 in Melbourne veroverde Schlanger samen met Lisbeth Lenton, Shayne Reese en Jodie Henry de wereldtitel op de 4x100 meter vrije slag.
Op de Australische kampioenschappen zwemmen 2008 in Sydney plaatste Schlanger zich met een derde plaats op de 100 meter vrije slag voor de 4x100 meter vrije slag ploeg en met een vijfde plaats op de 200 meter vrije slag voor de 4x200 meter vrije slag ploeg op de Spelen. In Peking legde Schlanger samen met Cate Campbell, Alice Mills en Libby Trickett beslag op de bronzen medaille op de 4x100 meter vrije slag. Op de 4x200 meter vrije slag bracht de Australische samen met Felicity Galvez, Angie Bainbridge en Lara Davenport haar ploeg naar de finale. In de finale werd het kwartet vervangen, Stephanie Rice, Bronte Barratt, Kylie Palmer en Linda Mackenzie bezorgden Australië de gouden medaille. Voor haar inspanningen in de series kreeg Schlanger de gouden medaille omgehangen.

### Comeback
In de jaren na de Spelen van Peking wist Schlanger zich, mede doordat ze in 2010 tien maanden gestopt was vanwege het Cytomegalovirus, niet te kwalificeren voor internationale toernooien. Op de Australische kampioenschappen zwemmen 2012 kwalificeerde ze zich voor haar tweede Olympische Spelen. Tijdens de Olympische Zomerspelen van 2012 in Londen eindigde Schlanger als vierde op de 100 meter vrije slag, op de 4x100 meter vrije slag veroverde ze samen met Alicia Coutts, Cate Campbell en Brittany Elmslie de gouden medaille. Samen met Bronte Barratt, Kylie Palmer en Alicia Coutts sleepte ze de zilveren medaille in de wacht op de 4x200 meter vrije slag, op de 4x100 meter wisselslag legde ze samen met Emily Seebohm, Leisel Jones en Alicia Coutts beslag op de zilveren medaille.

### 2013-heden
Tijdens de Gemenebestspelen 2014 in Glasgow eindigde Schlanger als vijfde op de 50 meter vrije slag. Samen met Bronte Campbell, Emma McKeon en Cate Campbell veroverde ze de gouden medaille op de 4x100 meter vrije slag, het viertal zwom en passant ook een nieuw wereldrecord (3.30,98). Op de Pan-Pacifische kampioenschappen zwemmen 2014 in Gold Coast eindigde de Australische als vierde op de 200 meter vrije slag en als negende op zowel de 50 als de 100 meter vrije slag. Op de 4x100 meter vrije slag behaalde ze samen met Cate Campbell, Brittany Elmslie en Bronte Campbell de gouden medaille, samen met Bronte Barratt, Emma McKeon en Brittany Elmslie sleepte ze de zilveren medaille in de wacht op de 4x200 meter vrije slag. In september 2014 trouwde Schlanger met de Australische zwemmer en olympisch deelnemer Chris Wright.
In Kazan nam Wright deel aan de wereldkampioenschappen zwemmen 2015. Op dit toernooi werd ze uitgeschakeld in de series van de 200 meter vrije slag. Op de 4x100 meter vrije slag zwom ze samen met Emily Seebohm, Madison Wilson, en Bronte Barratt in de series, in de finale legde Seebohm samen met Emma McKeon, Bronte Campbell en Cate Campbell beslag op de gouden medaille. Samen met Madison Wilson, Lorna Tonks en Madeline Groves zwom ze in de series van de 4x100 meter wisselslag, in de finale veroverden Emily Seebohm, Taylor McKeown, Emma McKeon en Bronte Campbell de bronzen medaille. Voor haar aandeel in beide estafettes ontving Wright zowel een gouden als een bronzen medaille.

## Internationale toernooien
| Jaar | Olympische Spelen                                                              | WK langebaan                                                                              | WK kortebaan  | PanPacs                                                                                             | Gemenebestspelen                      |
| ---- | ------------------------------------------------------------------------------ | ----------------------------------------------------------------------------------------- | ------------- | --------------------------------------------------------------------------------------------------- | ------------------------------------- |
| 2006 |                                                                                |                                                                                           | geen deelname | 5e 50m vrije slag · 100m vrije slag · 20e 200m vrije slag · 4x100m vrije slag · 4x100m wisselslag   | geen deelname                         |
| 2007 |                                                                                | 4x100m vrije slag                                                                         |               | |                                       |
| 2008 | 4x100m vrije slag · 4x200m vrije slag · Schlanger zwom enkel de series         |                                                                                           | geen deelname | |                                       |
| 2009 |                                                                                | geen deelname                                                                             |               | |                                       |
| 2010 |                                                                                |                                                                                           | geen deelname | geen deelname                                                                                       | geen deelname                         |
| 2011 |                                                                                | geen deelname                                                                             |               | |                                       |
| 2012 | 4e 100m vrije slag · 4x100m vrije slag · 4x200m vrije slag · 4x100m wisselslag |                                                                                           | geen deelname | |                                       |
| 2013 |                                                                                | geen deelname                                                                             |               | |                                       |
| 2014 |                                                                                |                                                                                           | geen deelname | 9e 50m vrije slag · 9e 100m vrije slag · 4e 200m vrije slag · 4x100m vrije slag · 4x200m vrije slag | 5e 50m vrije slag · 4x100m vrije slag |
| 2015 |                                                                                | 17e 200m vrije slag · 4x100m vrije slag · Wright zwom enkel de series · 4x100m wisselslag |               | |                                       |

## Persoonlijke records
Bijgewerkt tot en met 26 juli 2014
Kortebaan
| Afstand         | Tijd    | Datum            | Plaats |
| --------------- | ------- | ---------------- | ------ |
| 50m vrije slag  | 24,73   | 24 augustus 2013 | Sydney |
| 100m vrije slag | 53,83   | 23 augustus 2013 | Sydney |
| 200m vrije slag | 1.56,24 | 25 augustus 2013 | Sydney |

Langebaan
| Afstand         | Tijd    | Datum           | Plaats   |
| --------------- | ------- | --------------- | -------- |
| 50m vrije slag  | 24,39   | 26 juli 2014    | Glasgow  |
| 100m vrije slag | 53,38   | 1 augustus 2012 | Londen   |
| 200m vrije slag | 1.56,73 | 18 maart 2012   | Adelaide |